# زک د لا روچا
زَک د لا روچا (به انگلیسی: Zack de la Rocha) (زادهٔ ۱۲ ژانویهٔ ۱۹۷۰ در لانگ بیچ کالیفرنیا) خواننده، نوازنده، شاعر و فعال اجتماعی اهل آمریکا است. زَک بیشتر به‌عنوان خواننده و نویسندهٔ متن ترانه‌های گروه ریج اگنست د ماشین شناخته شده‌است و یکی از ستایش‌شده‌ترین نام‌ها در موسیقی آلترنتیو دههٔ ۱۹۹۰ میلادی است. شهرت او در دههٔ ۹۰ به‌عنوان رهبر گروه ریج اگنست د ماشین برای‌اش این امکان را فراهم کرد تا دیدگاه‌های چپ‌گرایانه‌اش را در قالب موسیقی بیان کند.

## کودکی و نوجوانی
مادرش الیویا د لا روچا تبار ایرلندی/آلمانی داشت و پدرش روبرتو د لا روچای مکزیکی‌تبار، گرافیست و نقاش بود که دیوارنگاره‌های‌اش از کشاورزان مکزیکی مرتبط با جنبش زاپاتیستا بسیار شناخته شده هستند.
زمانی که زک خردسال بود والدین‌اش از هم جدا شدند و در نوجوانی به همراه مادرش به ارواین کالیفرنیا نقل مکان کردند، جایی که الیویا به دانشگاه کالیفرنیا در ارواین رفت تا تحصیلاتش را در مقطع پی‌اچ‌دی رشتهٔ مردم‌شناسی ادامه دهد. زک دوران نوجوانی و جوانی‌اش را در ارواین گذراند، یک جوان اسپانیایی‌تبار در جایی که به نسبت دیگر مناطق آن ایالت بیشترین تراکم جمعیت سفیدپوست‌ها را دارد. او از ارواین به‌عنوان «یکی از نژادپرست‌ترین شهرهایی که می‌شود تصور کرد» یاد کرده‌است. در سال‌های بعد زک با روی آوردن به موسیقی گروه‌های هاردکور پانک مانند مینور ترت، بلک فلگ و بد ریلیجین احساسات برآمده از خشم و انزوای‌اش را بروز داد.

## آغاز فعالیت حرفه‌ای

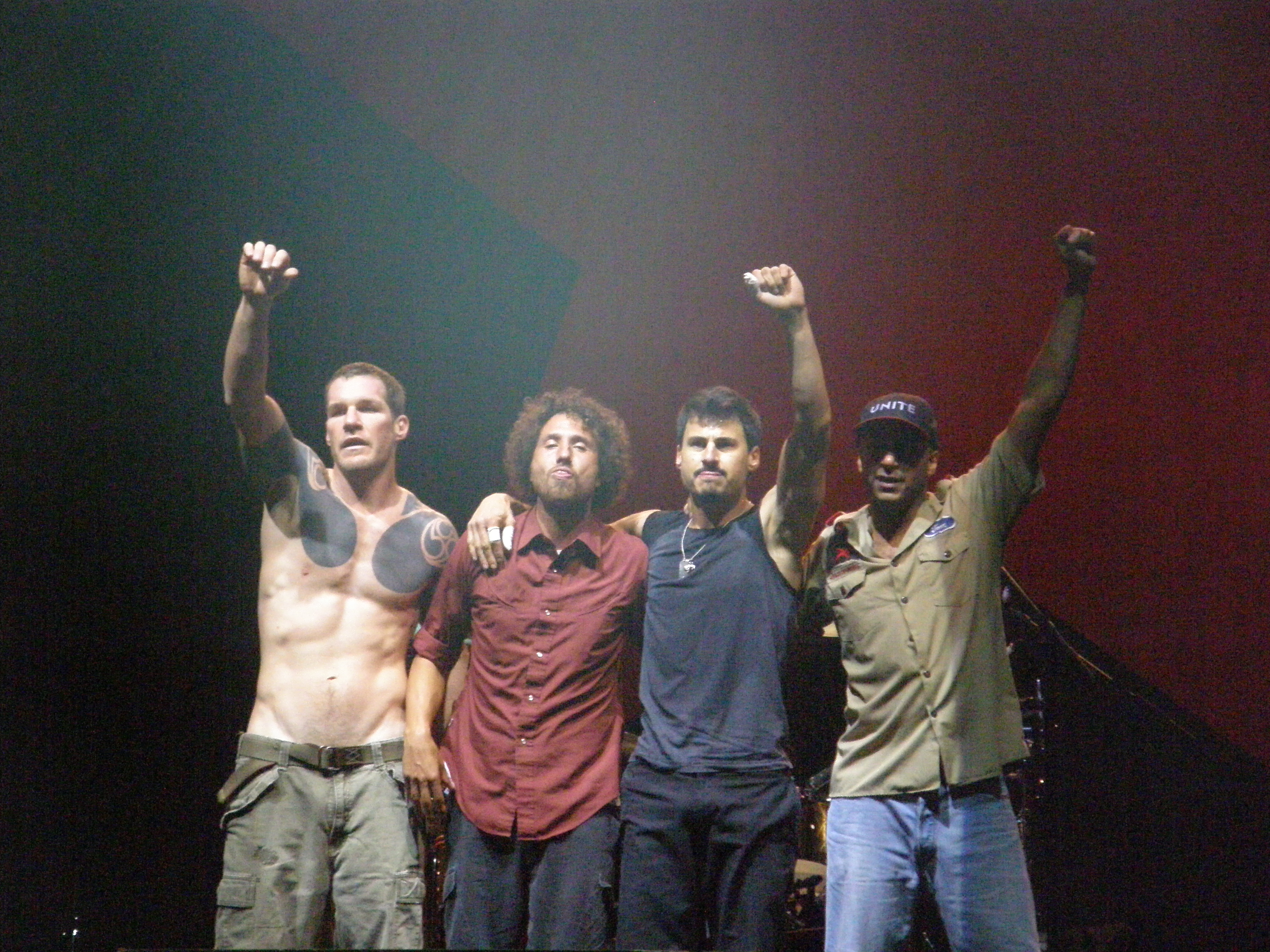
گروه ریج اگنست د ماشین

اولین فعالیت موسیقی زک به همکاری‌اش با یک گروه موسیقی دبیرستانی به‌نام «هاردستنس» بازمی‌گردد که به‌عنوان خواننده و گیتاریست با آن‌ها همکاری می‌کرد. گروه بعدی او اینساید آوت بود که در واقع با مشارکت بعضی از اعضای پیشین هاردستنس پدید آمد. آن‌ها اولین و تنها آلبوم‌شان را با نام No Spiritual Surrender در سال ۱۹۹۱ و با برچسب رولیشن رکوردز منتشر کردند. پس از انتشار آن آلبوم اینساید آوت از هم فروپاشید. زک به مرور زمان و با بالاتر رفتن سن‌اش از موسیقی راک به هیپ هاپ گرایش پیدا کرد و تحت تاثیر موسیقی گروه‌هایی هم‌چون کی‌آراس-وان و ران-دی.ام.سی. قرار گرفت. در همان دوره بود که با تام مورلو آشنا شد و این آشنایی مدتی بعد به تشکیل ریج اگنست د ماشین انجامید.

## ریج اگنست د ماشین
ریج اگنست د ماشین را زک به‌همراه تیم مورلو (گیتاریست)، تیم کامرفورد (باسیست) و برد ویلک (درامر) در سال ۱۹۹۱ میلادی بنیان گذاشتند. آن‌ها اولین آلبوم استودیویی‌شان را که هم‌نام خود گروه بود در سال ۱۹۹۲ منتشر کردند که در آمریکا تا ردهٔ ۴۵اُم جدول پرفروش‌ترین آلبوم‌ها صعود کرد.